# Motya abseuzalis
Motya abseuzalis är en fjärilsart som beskrevs av Walker 1859. Motya abseuzalis ingår i släktet Motya och familjen trågspinnare. Inga underarter finns listade i Catalogue of Life.